# Meromyza sibirica
Meromyza sibirica är en tvåvingeart som beskrevs av Lidia Ivanovna Fedoseeva 1961. Meromyza sibirica ingår i släktet Meromyza och familjen fritflugor. Inga underarter finns listade i Catalogue of Life.